# Унгерн, Вольмар фон
Вольмар фон Унгерн (нем. Wolmar von Ungern; ум. до 1587) — немецкий католический священник и государственный деятель Эзель-Викского епископства.

## Биография
Вольмар был сыном барона Юргена фон Унгерна от первого брака. В 1520-х годах он стал членом Эзель-Викского кафедрального капитула, а в 1527 году пробстом. Отец также пытался сделать его рижским пробстом, но безуспешно. Вольмар сопровождал своего отца в его поездке в Рим (1533—1534), где Юрген и умер. В 1535 году Вольмар вернулся в Ливонию и впоследствии состоял на службе у Вильгельма фон Гогенцоллерна, коадъютора рижского архиепископа Томаса Шёнинга. Однако он потерял своё положение, когда соперник Вильгельма, эзель-викский епископ Рейнгольд фон Буксгевден, взял Гогенцоллерна в плен. Около 1555 года Вольмар отошёл от активной деятельности и жил со своей семьёй на территории современной Латвии. В 1570 году от его брака с Магдаленой Ростигер родился сын Отто.